# Jacint Vilar
Jacint Vilar (s. XVIII - 1820/1823) fou un carmelità català del convent de Manresa. No se sap la data exacte de la seva mort, però se sap que va morir torturat durant el Trienni Liberal. En vida se sap que va tenir aportacions musicals com la que es troba al Arxiu Comarcal de la Garrotxaon es troben unes composicions de cobles per a diversos instruments.